# Kodi
Kodi (anteriorment anomenat Xbox Media Center, simplificat XBMC) és un centre multimèdia d'entreteniment multiplataforma sota la llicència GNU GPL.
Inicialment va ser creat per a la primera generació de la videoconsola Xbox. No obstant això, l'equip de desenvolupament de XBMC ha portat el producte perquè pugui funcionar de manera nativa en Linux, Mac OS X (Leopard, Tiger i Apple TV) i els sistemes operatius de Microsoft Windows. També està disponible un Live CD autoarrancable, anomenat XBMC Live, amb un sistema operatiu embedit basat en Linux, que a més és instal·lable de forma completa en una unitat flash USB o en un disc dur.
Kodi suporta una àmplia gamma de formats multimèdia, i inclou diverses característiques com a llistes de reproducció, visualitzacions d'àudio, presentació de diapositives, informació del clima i ampliació de funcions mitjançant plug-ins. Com a centre multimèdia, Kodi pot reproduir la majoria dels formats d'àudio i vídeo (a més de veure subtítols i resincronizar-los, i l'àudio en cas de delay), així com mostrar imatges pràcticament de qualsevol font, inclosos CD, DVD, dispositius d'emmagatzematge massiu, Internet i LAN.
A través del seu sistema de plugins basat en Python, Kodi és expandible gràcies a afegiments que inclouen característiques com uies de programes de televisió, YouTube, suport a avançaments en línia de pel·lícules, o SHOUTcast/Podcast. Kodi també funciona com una plataforma de jocs en disposar de mini-jocs basats en Python sobre qualsevol sistema operatiu. A més, la versió Xbox de Kodi té la possibilitat de llançar jocs de la mateixa consola i aplicacions casolanes com a emuladors.
Kodi en el seu conjunt es distribueix sota la llicència GNU General Public License (amb algunes llibreries utilitzades per Kodi sota la llicència LGPL). Kodi és un projecte hobby que només és desenvolupat per voluntaris en el seu temps lliure. No és produït, aprovat o recolzat per Microsoft o un altre venedor.

## Patents
Pels códecs de vídeo i àudio més populars, Kodi inclou suport natiu a través de la biblioteca libavcodec del projecte FFmpeg, que és de codi obert i llicència lliure, legalment redistribuible. No obstant això, alguns d'aquests mètodes de compressió, tals com el popular format MP3, estan coberts per patents en molts països. Sense aquestes llicències, seria il·legal redistribuir versions de Kodi incloent el suport per a aquests formats patentats. Això és un problema comú entre molts projectes i/o aplicacions multimèdia de codi obert.

## Limitacions de Kodi
Limitacions de programari
- Kodi no reprodueix cap arxiu d'àudio/vídeo xifrat amb DRM, com la música adquirida a l'iTunes Store, MSN Music o Audble.com.

- El lector de classes de UDF i l'estàndard ISO 9660 en Kodi no llegeix CD/DVD multisessió: Kodi solament llegeix la primera sessió d'un CD/DVD gravat en diverses sessions.

Limitacions per Xbox
Aquestes són les limitacions específiques de sistema operatiu i maquinari de Xbox que no afecten XBMC per Linux o XBMC per Mac OS X.
| Limitació                                                             | Descripció | Solució |
| Limitació del sistema d'arxius UDF                                    | Kodi només suporta UDF versió 1.02 amb una grandària d'arxiu màxima d'1 GB: si graves un DVD en una versió més recent d'UDF i amb una mida superior a 1 GB, Kodi no podrà llegir-ho. | Gravar els CD i DVD en format ISO 9660, que és l'estàndard comú per a enregistrament de CD i DVD (lamentablement, té una limitació de 2 GB d'espai). |
| Limitació de la classe de lectura/escriptura de dispositius flash USB | Kodi es limita a unitats flash USB i discos durs compatibles amb USB mass storage device class, amb l'estàndard USB 1.1 en una mida màxima de 4 GB. Pot llegir i escriure en unitats flash en format FATX, però només pot llegir FAT16 i FAT32. No ofereix suport per a unitats amb format NTFS. | |